# 소오촌
소오촌(祖生村)은 야마구치현 구가군에 설치되었던 촌이다. 현재의 이와쿠니시에 해당한다.

## 지리
- 동쪽으로는 고쇼지산, 북쪽과 남쪽으로는 히무로봉이 우뚝 솟아 있다.
- 시마다강의 원류 지역이다.

## 역사
- 1889년 4월 1일 - 정촌제 시행에 의해 구가군 소오촌이 성립하였다.
- 1955년 4월 1일 - 다카모리정, 요네카와촌, 가와고에촌과 합병 슈토정이 성립, 동일 소오촌은 폐지되었다.